# Fagott
A fagott a nádnyelves hangszerek családjába tartozik, kettős nádnyelves fúvókával megszólaltatott fúvós hangszer, az oboa hangszercsalád basszus tagjának is tekinthető. Hosszú, kúpos furatú csöve szűk U alakban van megtörve, a nádsíp hajlított fém fúvócsőbe illeszkedik.

## Leírása

A fagott részei

A fagott leggyakrabban jávorfából vagy paliszanderből készül. Az összesen kb. 2,5 méter hosszú, kónikus furatú csöve jellegzetes módon kétrét van hajtva. Ennek az a jelentősége, hogy így a hangszer valóságos mérete nagyjából a fele „zenei” hosszúságának, vagyis rezonáló légoszlopa hosszúságának.
Részei: 
1. A kettős nádsíp
2. a hajlított fém S-cső
3. a lefelé irányuló tenorcső vagy szárny
4. a csizma, amelynek U alakú furatába a két csőrész (3, 5) csatlakozik
5. a tenorcsővel (3) párhuzamosan felfelé irányuló basszuscső
6. az erre csatlakozó hangtölcsér vagy korpusz.

A modern fagott a többi fafúvós hangszerhez hasonlóan nagy számú (22–24) hanglyukkal, bonyolult billentyűzettel van ellátva. Legmélyebb hangja B1, felrakható különleges hangtölcsérrel A1, legmagasabb hangja e² vagy asz² .
Napjainkban két különböző hangszerváltozat van forgalomban, a francia, illetve a német rendszerű fagott, de egyre inkább a német típus válik egyeduralkodóvá.
A kettő közötti legszembetűnőbb különbségek:
- a francia hangszer rio paliszanderből készül, míg a német jávorfából
- a német hangszer furata kissé bővebb
- a német hangszer hangtölcsére körte alakú, mint az angolkürtnél
- a hanglyukak elrendezése, a billentyűzet eltérő konstrukciójú, eltérnek a fogásmódok
- a nád is másféle

## Története
A fagott legkorábbi változata, a dulcián 1550–1700 között még egy darabból volt elkészítve, kifúrva. A barokk korban kezdték a mai, négyrészes formában építeni, 3–4 billentyűvel. A 18. század második felétől kezdett szaporodni a billentyűk száma, míg elérte a ma jellemző 22-t (Buffet, francia) vagy 24-et (Heckel, német).

## Művek fagottra

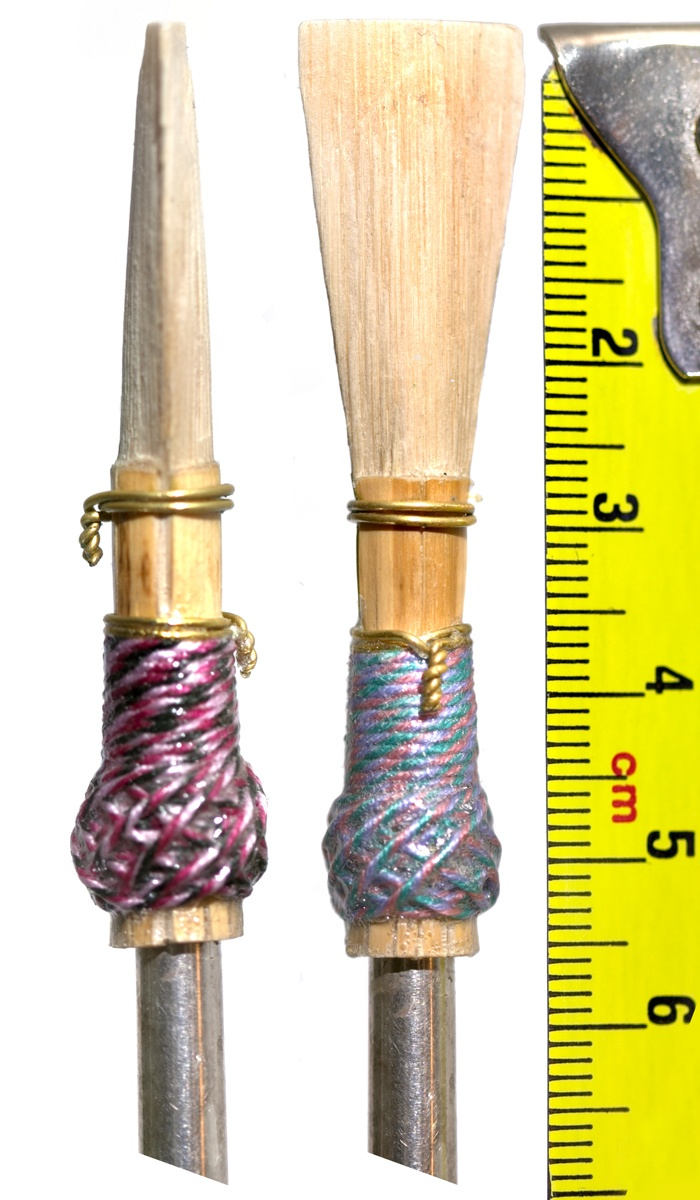
Fagott nádsíp

### Barokk
- Antonio Vivaldi 39 versenyművet írt fagottra, ebből 37 maradt fenn teljes terjedelmében.[1]

### Klasszikus
- Johann Christian Bach: B-dúr fagottverseny, Esz-dúr fagottverseny
- Johann Nepomuk Hummel: F-dúr fagottverseny, W75
- Wolfgang Amadeus Mozart: B-dúr fagottverseny, K191

### Romantikus
- Carl Maria von Weber: Andante e Rondo ongarese op. 35
- Carl Maria von Weber: F-dúr fagottverseny, op. 75

### 20. század
- Paul Hindemith: Szonáta fagottra és zongorára (1938)
- Paul Hindemith: Concerto trombitára, fagottra és vonószenekarra (1949)
- John Williams: Five Sacred Trees: versenymű fagottra és zenekarra (1997)
- Richard Strauss: Concertino klarinétra és fagottra (1948)

## Érdekesség
- A Magyar Televízió Esti mese című, évtizedeken át vetített gyerekműsorának szignáljában a TV Maci „brummogását” fagott hangjával érzékeltették a műsorszám zeneszerzői. A darab eredeti címe Meister Petz am Hofe Meyers, magyarítva Dörmögő Dömötör Istók gazda udvarán és Pécsi József (1874–1958) katonakarmester szerzeménye. A fagottszólót id. Hara László játssza.

## Híres fagottművészek

### Magyarok
- Benkócs Tamás
- Bokor Pál
- Fülemile Tibor
- Feriencsik László
- Id. Hara László
- Ifj. Hara László
- Hartenstein István
- Herpay Ágnes
- Janota Gábor
- Keszler György
- Lakatos György
- Oromszegi Ottó
- Patkós Sándor
- Rudas Imre
- Tallián Dániel
- Zseni Nándor
- Vajda József
- Vizsolyi Lívia

### Külföldiek
- Albrecht Holder
- Andrea Bressan
- Dag Jensen
- Daniel Smith
- David Seidel
- Frank Morelli
- George Zukerman
- Jesse Read
- John Schroder (CBSO)
- Kim Walker
- Klaus Thunemann
- Michael Sweeney
- Milan Turkovic
- Rebecca Rivera
- Robert Ronnes